# Upstart Bay
Upstart Bay är en vik i Australien. Den ligger i delstaten Queensland, omkring 1 000 kilometer nordväst om delstatshuvudstaden Brisbane.
Trakten runt Upstart Bay är nära nog obefolkad, med mindre än två invånare per kvadratkilometer. Savannklimat råder i trakten. Genomsnittlig årsnederbörd är 1 066 millimeter. Den regnigaste månaden är mars, med i genomsnitt 276 mm nederbörd, och den torraste är september, med 2 mm nederbörd.